# Georg Løkkeberg
Georg Emil Løkkeberg (Fredrikstad, 20 novembre 1909 – 19 agosto 1986) è stato un attore e regista teatrale norvegese.
Ha iniziato la sua carriera nel 1934 in cinema prima di dedicarsi anche al teatro (anche in qualità di regista) ed ha continuato fino al 1978 con il film Sinfonia d'autunno.
È stato sposato dal 1932 al 1947 con l'attrice Rønnaug Alten da cui ha avuto un figlio, Pal. Nel 1948 si risposò con Charlotte Melandsø con cui rimase fino alla morte di lei avvenuta nel 1975.
È morto nel 1986, due mesi prima di compiere 77 anni.